# حاييم لافي
حاييم لافي (بالعبرية: חיים לוי‏) هو لاعب كرة قدم ومدرب كرة قدم إسرائيلي، ولد في 1961 في نتانيا في إسرائيل. لعب مع Hapoel Netanya F.C. ‏.